# Kpanpleu-Sin-Houyé
Kpanpleu-Sin-Houyé  est une localité de l'ouest de la Côte d'Ivoire et appartenant au département de Danané, Région des Dix-Huit Montagnes. La localité de Kpanpleu-Sin-Houyé est un chef-lieu de commune.